# Parafia św. Bartłomieja Apostoła w Żurawiu
Parafia św. Bartłomieja Apostoła w Żurawiu – parafia rzymskokatolicka znajdująca się w archidiecezji częstochowskiej, w dekanacie Olsztyn.
Parafia powstała w XV wieku, kościół wzniesiono w 1440 r. Jest to świątynia orientowana, murowana i jednonawowa. Była wielokrotnie przebudowywana.